# Bruschetta
La bruschetta [bʁus.ke.ta] est une préparation culinaire traditionnelle d'antipasti (apéritif ou hors-d'œuvre) italienne, issue du besoin des agriculteurs de conserver le pain, typique de la cuisine italienne,.

## Histoire
La bruschetta est née en Italie au XVe siècle. Cependant, le plat remonte à la Rome antique, lorsque les oléiculteurs apportaient leurs olives à un pressoir local et dégustaient un échantillon de leur huile fraîchement pressée à l'aide d'une tranche de pain.

## Étymologie
Le substantif bruschetta (au pluriel bruschette) vient du verbe romanesco bruscare, l'équivalent du mot italien abbrustolire qui signifie « toaster », ou « torréfier sur la braise ». Faire griller du pain et le tremper dans de l'huile d'olive fraîchement pressée est « une pratique probablement aussi ancienne que Rome elle-même ».

## Description
Bruschetta désigne à la fois la tartine elle-même, et aussi plus particulièrement, la préparation de tomates et ou ingrédients qui la recouvrent : dans certains pays, la garniture préparée est commercialisée sous le nom de bruschetta.

Il s’agit traditionnellement d'une tranche de pain de campagne, rassis ou grillé au gril ou au four, sur laquelle on frotte une gousse d'ail qui va fondre avec le pain sous l'effet de la chaleur. La tranche de pain est ensuite assaisonnée d'huile d'olive extra vierge, de sel et de poivre. L'huile doit être aussi savoureuse que possible ; il est possible d'ajouter de la tomate hachée et du fenouil sauvage.
Il en existe de nombreuses variantes, inspirées des antipasti, parfois garnies de petits morceaux de tomates séchées, assaisonnées de feuilles de basilic, éventuellement avec des poivrons grillés, des olives, du pesto, des anchois, du vinaigre balsamique, des piments et diverses sortes de fromages ou de jambons crus italiens…

## Variantes régionales

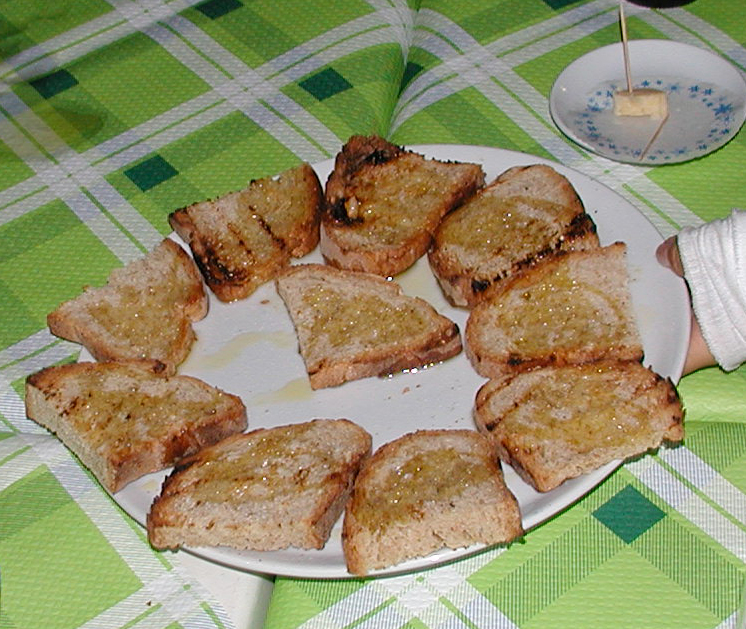
Bruschetta à l'huile et à l'ail.

### Calabre
En Calabre, la bruschetta est appelée fedda ruscia (tranche grillée) ; elle est simplement assaisonnée de tomates, d'huile, de sel, de poivre et d'origan.

### Campanie
La bruschetta, apparue comme collation pour les travailleurs agricoles, est très répandue en Campanie, où elle se caractérise par la présence de tomates fraîches, d'huile, d'ail et parfois d'origan. Devenue un antipasto, la bruschetta de Campanie peut aujourd'hui comprendre des anchois, des olives, des fromages (comme la scamorza et la mozzarella) ou encore des crèmes ou pâtés de poivrons, champignons, courgettes, dés d'aubergines, charcuterie.

### Piémont
Un type de bruschetta, appelé en piémontais sòma d'aj (charge d'ail), consiste en une tranche de pain grillé sur laquelle une gousse d'ail est frottée. C'est une recette de Monferrato, Langhe, Saluces et Pignerol qui était typique des vendanges, surtout pendant le déjeuner des vendangeurs, et était généralement accompagnée de grappes de raisin (dolcetto ou muscat).

### Pouilles
Dans les Pouilles, la bruschetta, un aliment typique des agriculteurs, était préparée en chauffant les tranches de pain sur les braises de la cheminée de la maison et accommodées avec de l'huile d'olive et des tomates du potager. Avec sa transformation en apéritif, de nombreuses déclinaisons sont nées.

### Basilicate
La fedda rossa est populaire, répandue à Matera, élaborée avec les ingrédients classiques (huile, tomate, ail et origan), mais il existe également d'autres variantes qui ajoutent de la purée de lançons, des asperges et des poivrons crus.

### Toscane

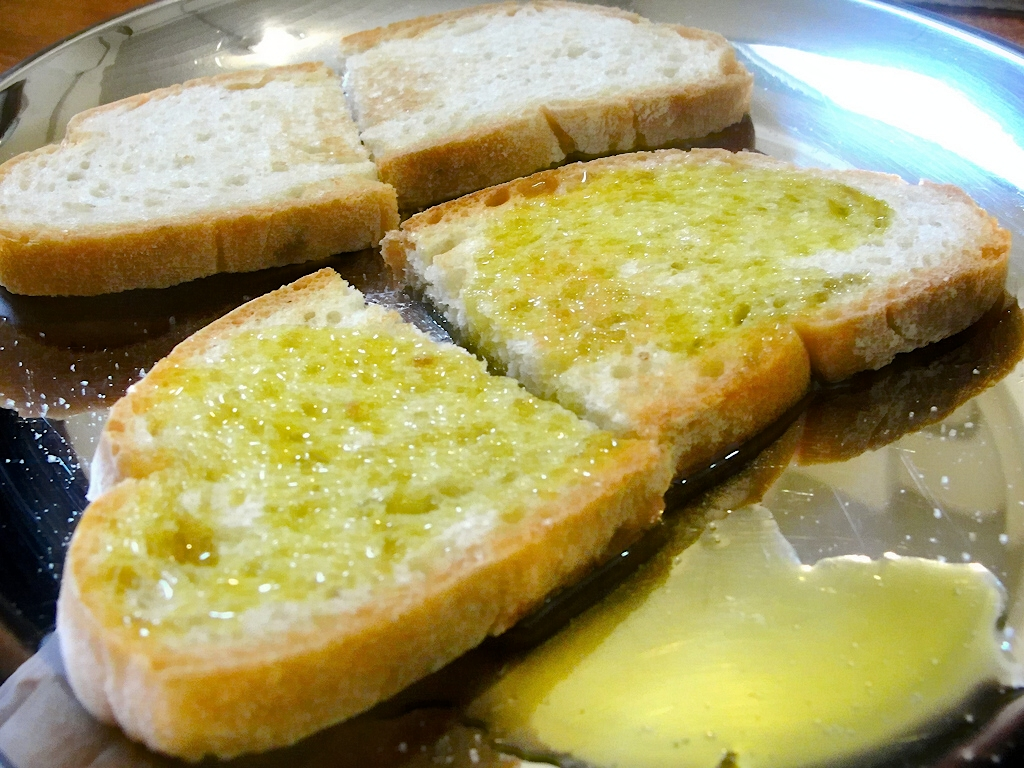
Fettunta toscane.

En Toscane, la bruschetta est connue sous le nom de fettunta (ou fett'unta), en particulier dans les régions proches de Florence, et n'a pas d'autres ingrédients que du pane sciocco (rassis ou fraîchement grillé), de l'ail, de l'huile, du sel et du poivre. Ailleurs, elle est appelée panunta (ou panunto) et peut être accompagnée, comme dans l'Ombrie voisine, d'une cuillerée de fèves au lard. Certaines variantes rares incluent l'utilisation de jambon et de saucisse italienne. Le pane sciocco, s'il est fait avec de la farine de bonne qualité, se conserve longtemps et grille facilement, devenant moelleux à l'intérieur et croustillant à l'extérieur.
L'utilisation de la bruschetta se retrouve également en Maremme, où elle est associée aux charbonniers qui apportaient le charbon de bois fin (appelé brusca ou brusta) de maison en maison, avec lequel les cheminées étaient allumées ; du pane sciocco fait maison était grillé sur les braises de la cheminée.

## Galerie

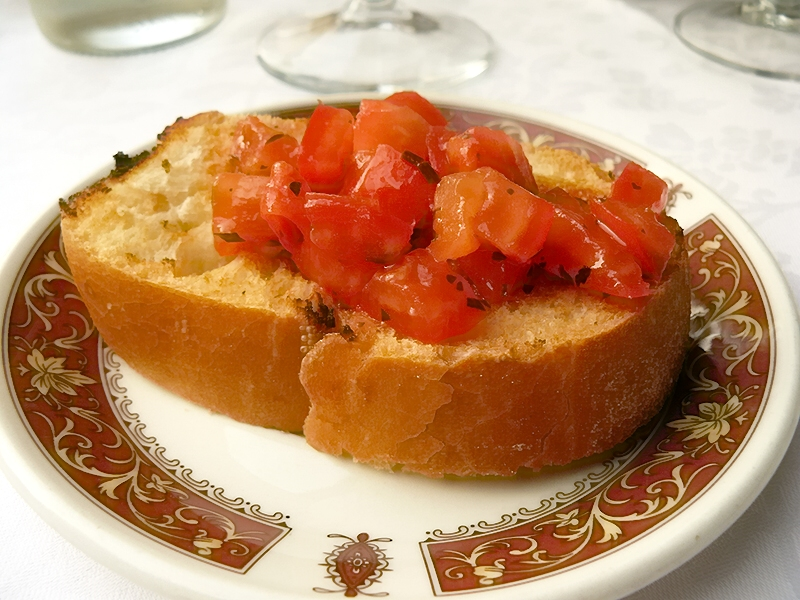
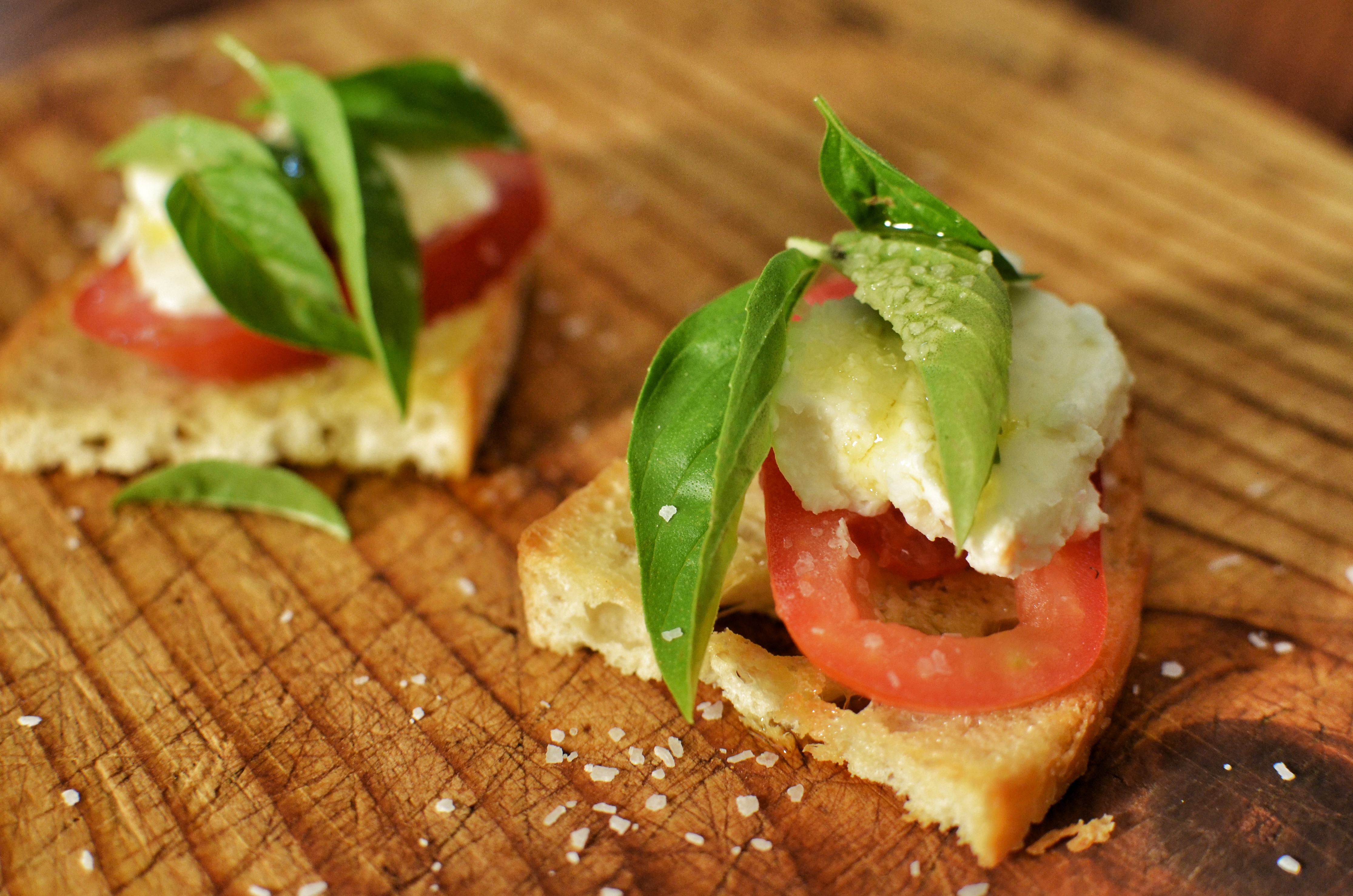
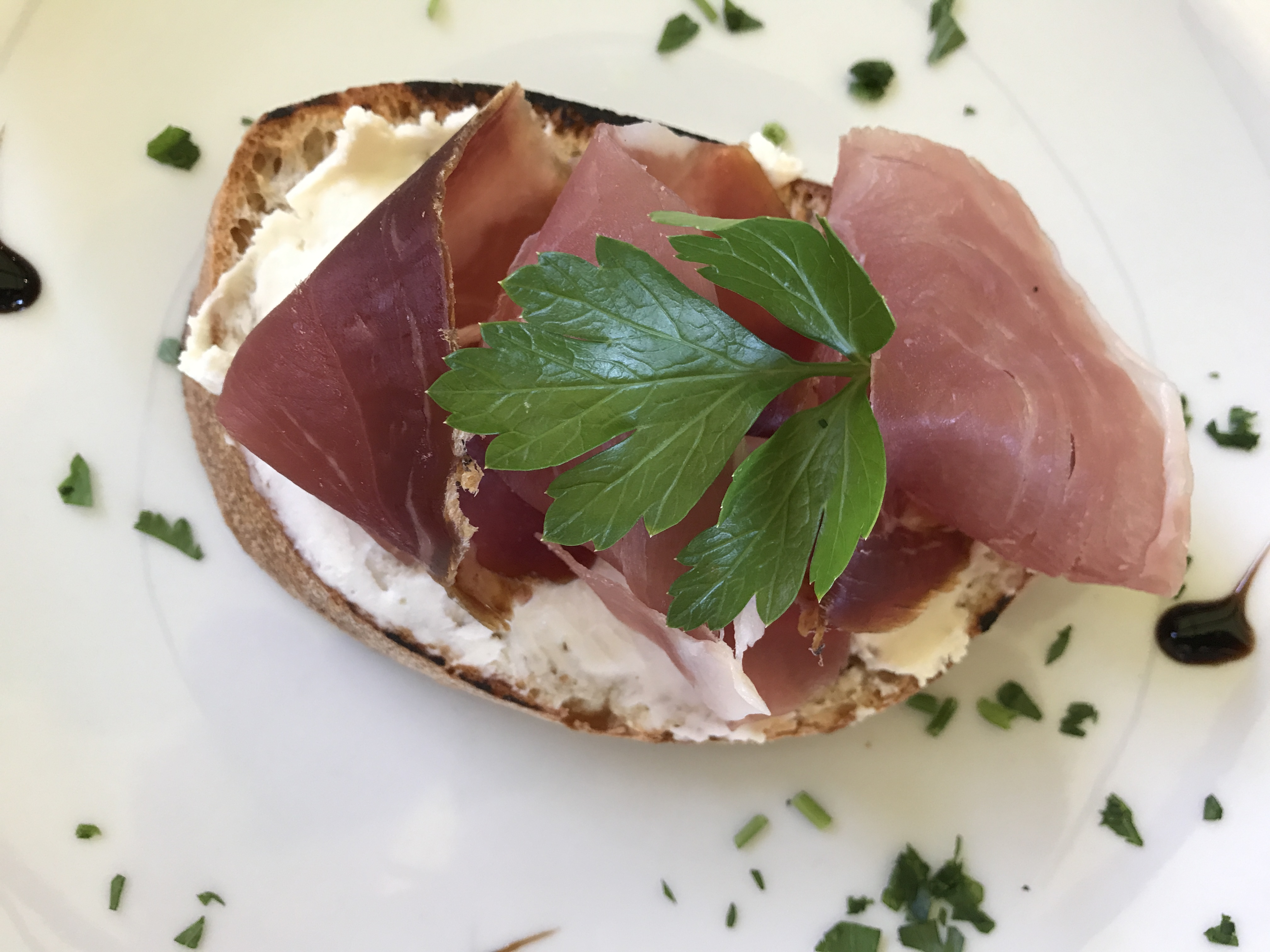
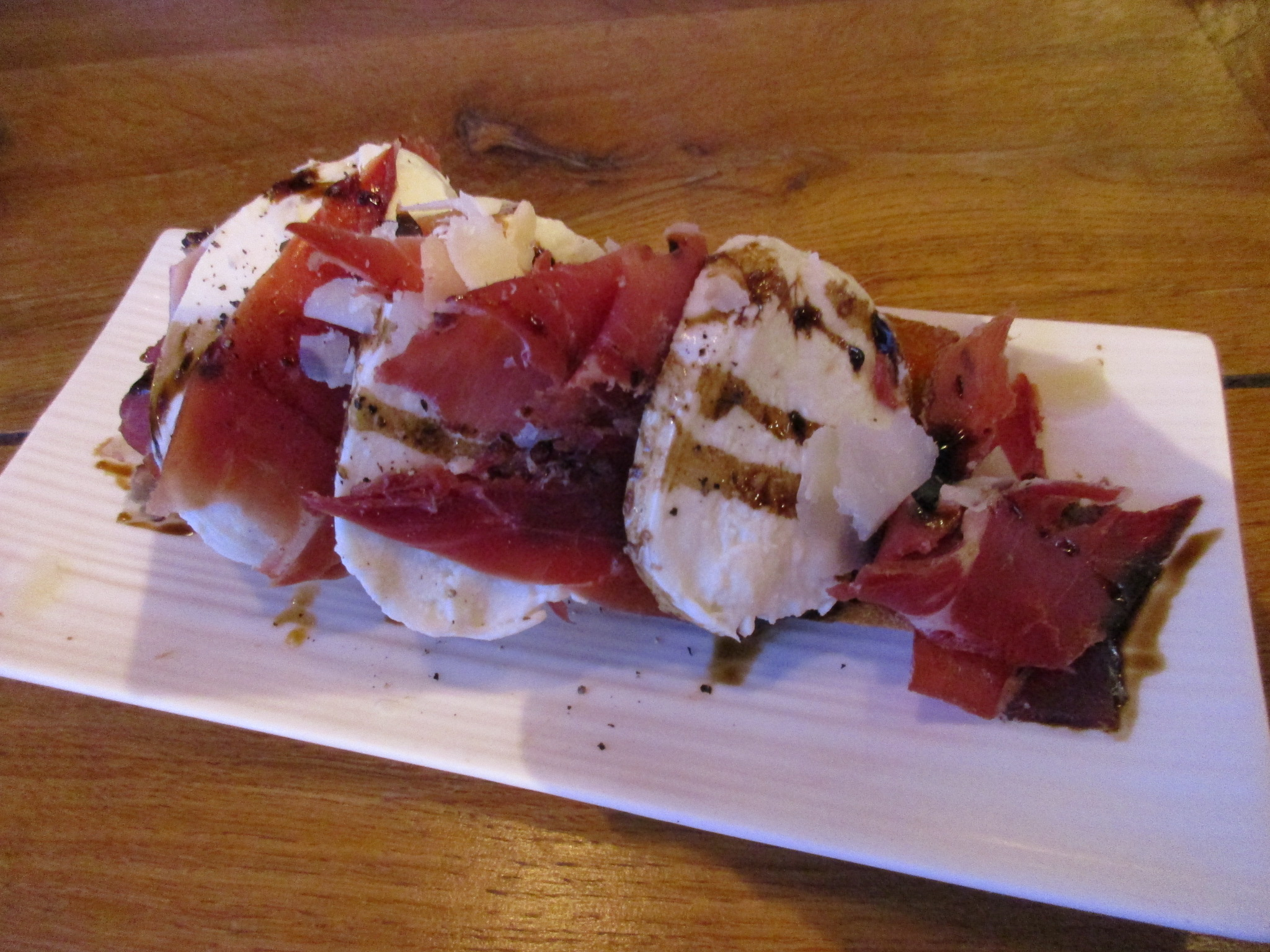
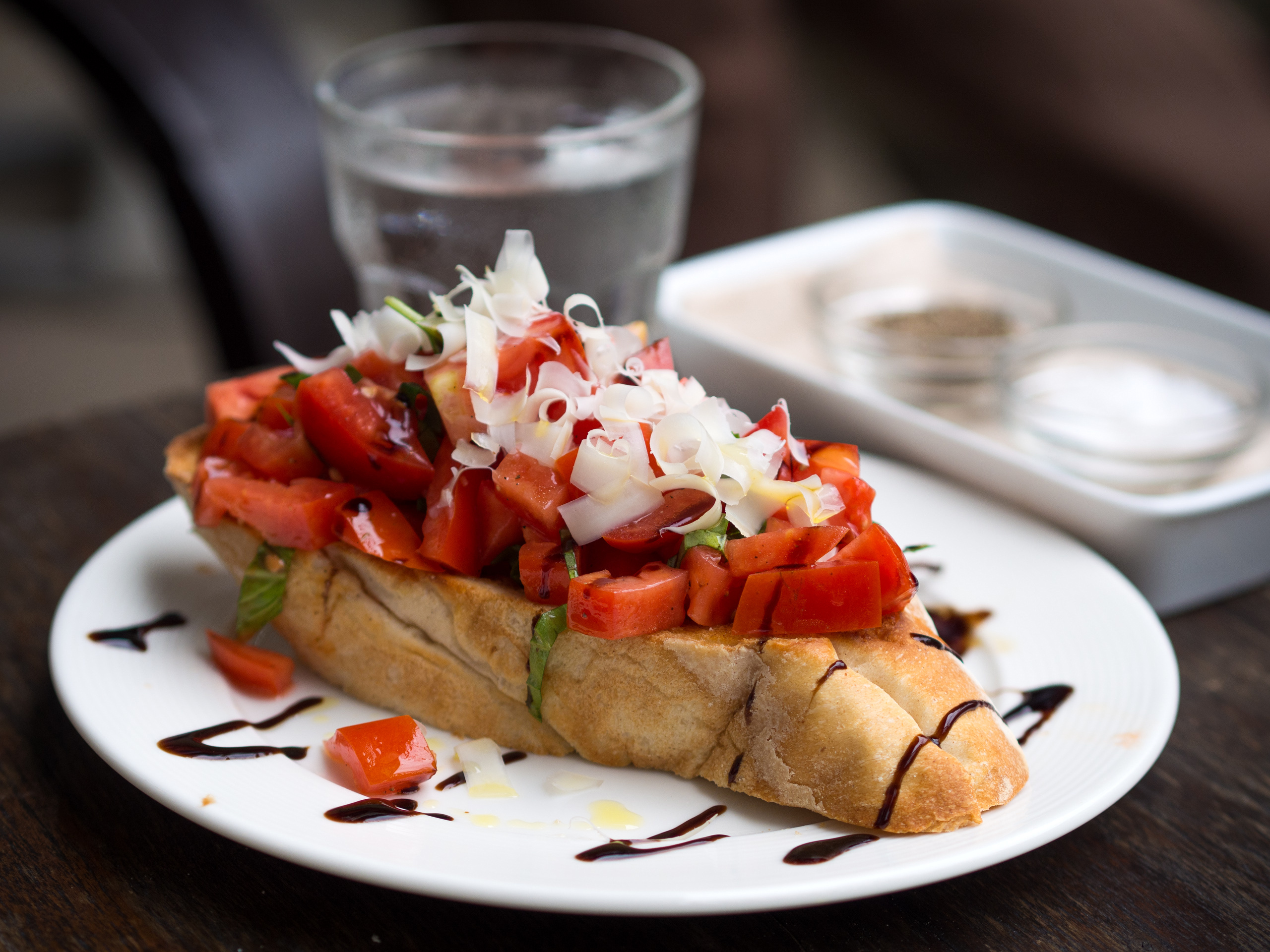
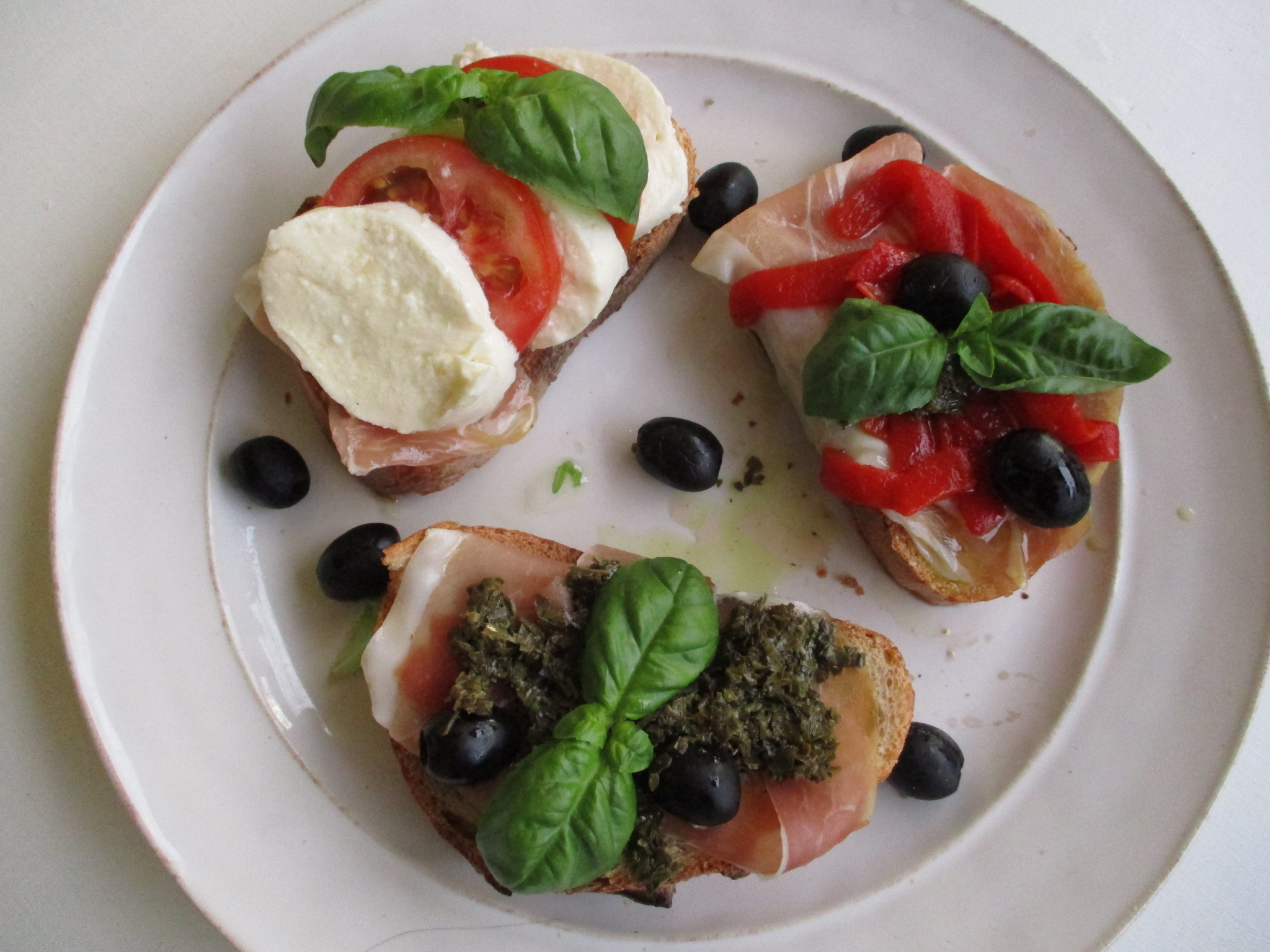
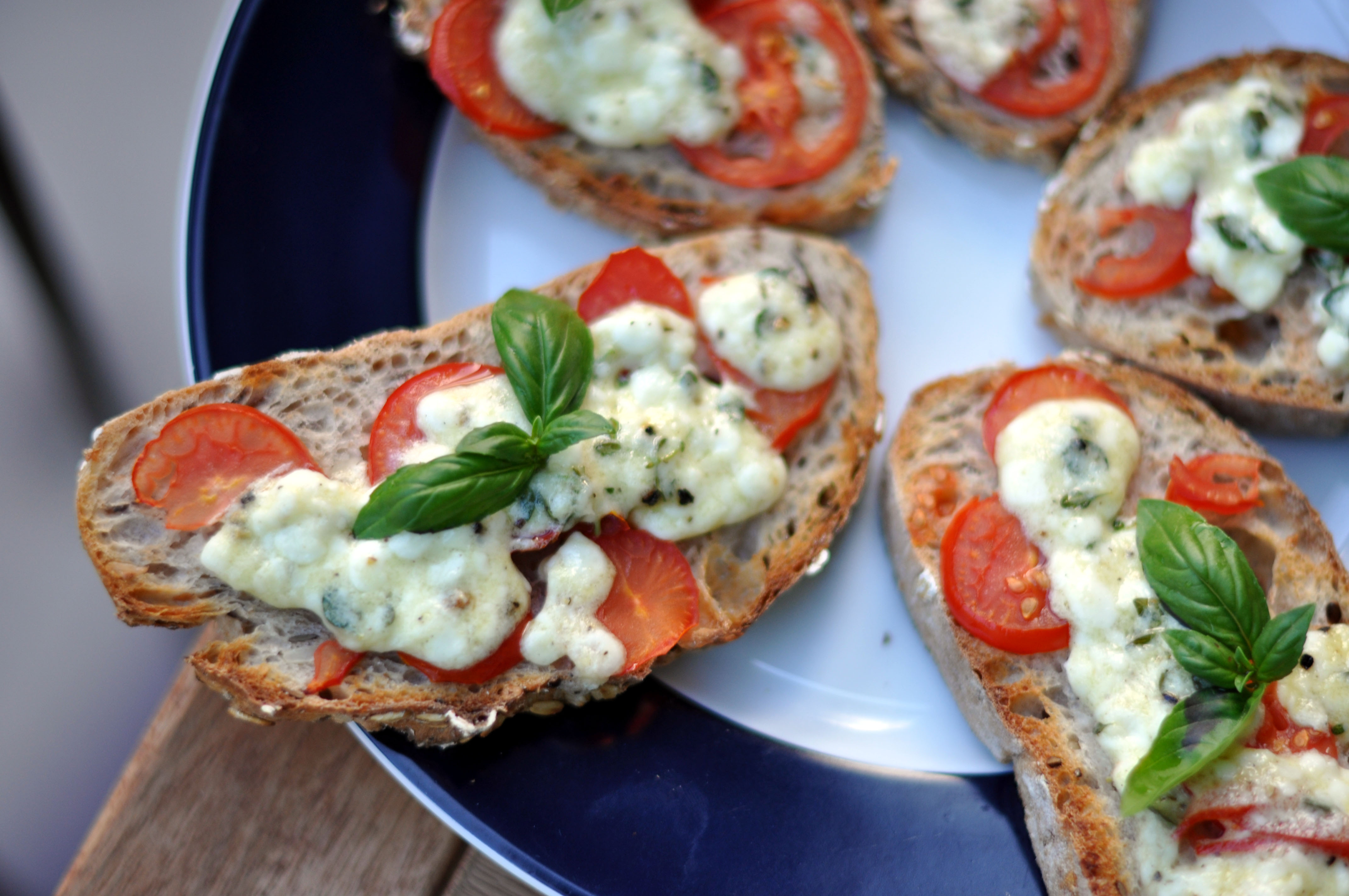